# Toni Fabris
Toni Fabris (Bassano del Grappa, 10 maggio 1915 – Bassano del Grappa, 29 agosto 1989) è stato uno scultore, regista e artista italiano.

Toni Fabris nel 1963

Figlio dello scultore e ceramista Luigi Fabris, è attivo a Milano tra la fine della Seconda guerra mondiale e i primi anni ottanta del Novecento. Studia all'Accademia di Brera sotto la guida di Francesco Messina. Dopo la guerra e la prigionia si presenta con una personale nel Salone dell'Illustrazione Italiana a Milano. Negli anni seguenti riprende gli esperimenti di scultura animata già iniziati negli anni Trenta. Nel 1962 si tiene la seconda personale nella galleria Minima Toninelli. Nel marzo del 1963 espone nella galleria D'Eendt di Amsterdam. Nel 1965 è al Kunstmuseum di Winterthur. Nel 1966 è invitato con un gruppo di opere alla XXXIII Biennale di Venezia. Nel 1969 espone alla galleria Traverso di Milano.

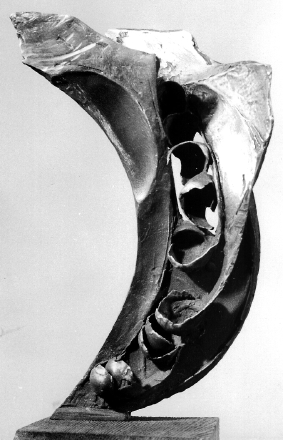

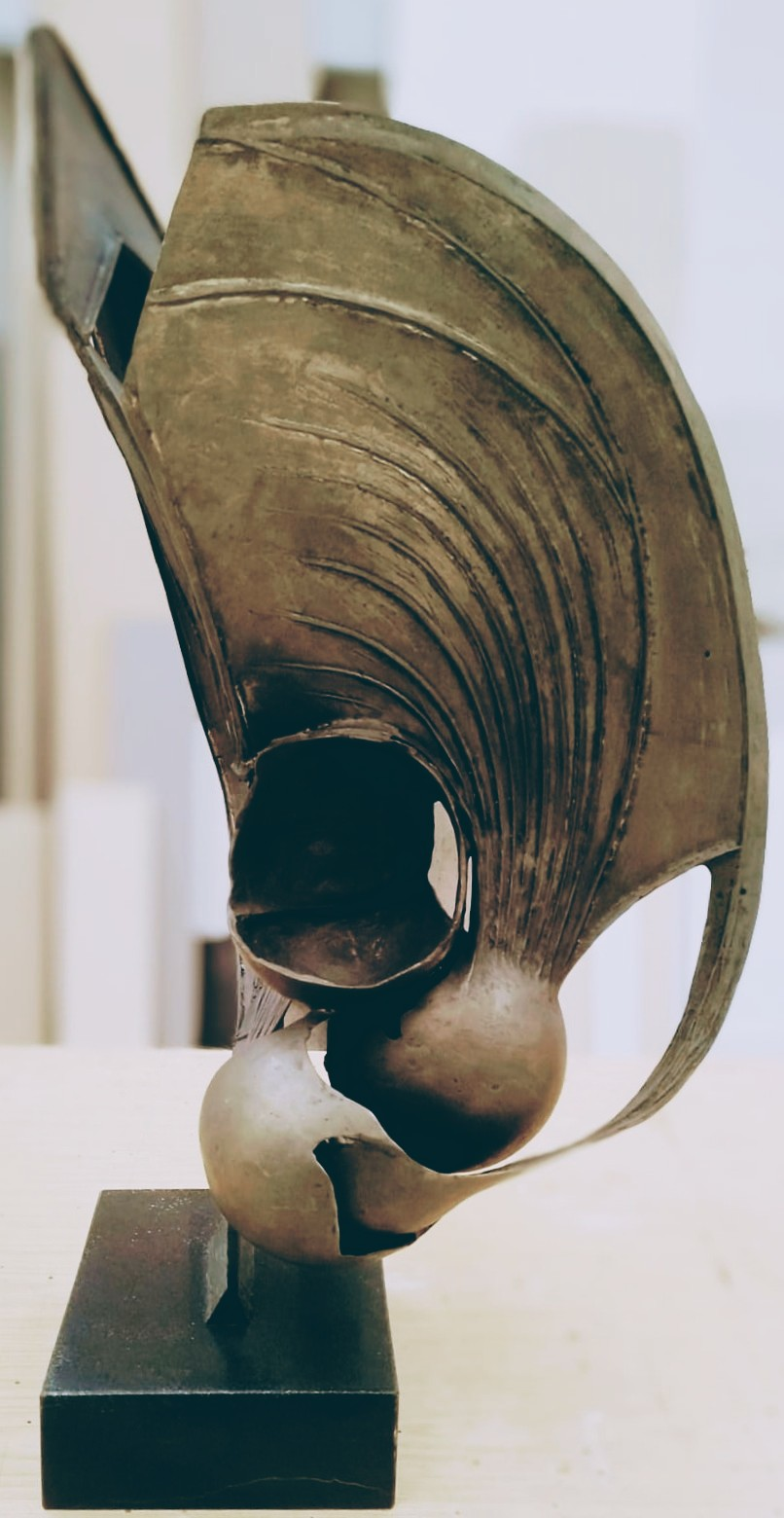

## La scultura animata
Nell'ambito del CineGuf di Milano Fabris realizzò i primi esperimenti cinematografici in cui riuscì ad animare le sue sculture sfruttando la ripresa a passo uno. La tecnica, che era già utilizzata per i cartoni animati e per film in cui a muoversi erano pupazzi o burattini, fu qui impiegata dallo scultore per dare vita alla materia: risultato delle sperimentazioni degli anni '37-'38 sono dei brevi film in bianco e nero incentrati perlopiù sull'idea della mutazione, sulla possibilità di rappresentare una metamorfosi plastica in divenire. Apollo e Dafne, per esempio, si basa sul celebre mito e si concentra proprio sul momento della trasformazione espressionistica della ninfa Dafne in una pianta di alloro. Gli esperimenti in plastilina di questi anni anticipano inoltre alcune idee che lo scultore riprenderà e svilupperà alla fine del decennio successivo, quando, finita la guerra, poté riprendere la sua attività e realizzare nel 1949 la sua ultima e più matura opera cinematografica, il cortometraggio Gli uomini sono stanchi.

### Gli uomini sono stanchi

Frame dal video "Gli uomini sono stanchi", 1949

Gli uomini sono stanchi è un cortometraggio di sculture animate realizzate con plastilina colorata, girato nel 1949, con pellicola 35 mm a colori, della durata di circa 10 min. Realizzato con la tecnica passo uno, il film si ispira ad alcuni passi biblici (adattati da Nazareno Taddei S.J.) e vuole rappresentare «il travaglio dell'umanità moderna oppressa dall'impero della tecnica». Per questo film lo scultore si avvalse di diversi collaboratori, tra i quali spiccano sicuramente Giorgio Albertazzi – cui si deve la voce over – e Luciano Chailly, che compose la musica originale utilizzata nella colonna sonora.
Gli uomini sono stanchi può essere considerato il punto di arrivo e la conclusione del percorso di sperimentazione iniziato dallo scultore prima della guerra. Alcune sequenze del film riprendono infatti situazioni già affrontate nei brevi esperimenti realizzati da Fabris negli anni '30, qui inserite però in un contesto unitario e rappresentate prestando maggior attenzione alle peculiarità espressive proprie del cinema.
Oltre che segnare un'importante tappa nella carriera dell'artista, questo film assume una notevole rilevanza in quanto si può considerare il «primo esperimento nel mondo di scultura animata» – preceduto dai citati Esperimenti di sculture animate dello stesso Fabris. L'elemento di novità rispetto ad altri film realizzati con la ripresa a passo uno risiede nel fatto che qui la tecnica è applicata insieme alla scultura, ed esse sono poste l'una al servizio dell'altra. L'artista non si limita alla possibilità di dare vita e movimento a ‘pupazzi’ di plastilina ma anima e muove la materia stessa, plasmando statue anatomicamente esemplari che diventano i personaggi di uno scenario apocalittico; grazie al sapiente impiego simultaneo della ripresa a passo uno e della scultura possiamo poi vedere la metamorfosi di uomini in alberi, il dettagliato cambiamento delle espressioni sui volti angosciati, la fusione di un uomo con il terreno, palazzi che si sciolgono. Per certi versi è possibile intravedere nelle metamorfosi qui realizzate l'anticipazione di certe tendenze dell'animazione che emergeranno – in maniera indipendente e contesti del tutto differenti – nei decenni successivi.
"Gli uomini sono stanchi", è stato chiesto, a fine anni '50, dalla cineteca Mary Marson e dalla sezione film d'arte del Louvre di Parigi.
Nel 2023 l'Archivio Storico delle Arti Contemporanee - ASAC de La Biennale di Venezia restaura la pellicola, al laboratorio di restauro cinematografico - L'Immagine Ritrovata di Bologna, digitalizzandola in 4K.
Dopo questo cortometraggio Toni Fabris abbandonò il cinema d'animazione per dedicarsi esclusivamente alla scultura, forse interessato più ad esplorare lo sviluppo materico nello spazio invece che le possibilità di rappresentazione del movimento offerte dal mezzo cinematografico.

## Esposizioni
- Salone dell'Illustrazione Italiana, Milano, 1952.
- Galleria Cairola, Milano, 1952.

- "Gli uomini sono stanchi", proiezione fuori concorso alla XIX edizione della Mostra del Film Documentario e del Cortometraggio, XIX Biennale di Venezia - Mostra Internazionale d’Arte Cinematografica, Venezia, 1958.
- "Gli uomini sono stanchi", Film Festival Internazionale di Edimburgo (Scozia), 1961.
- Galleria Minima Toninelli, Milano, 1962.
- Galleria D'Eendt, Amsterdam (Olanda), 1963.

- I Salone Internazionale des Galeries Pilotes, Losanna (Svizzera), 1963.
- Kunstmuseum, Winterthur (Svizzera), 1965.
- XXXIII Biennale Internazionale d'Arte, Venezia, 1966.
- Palazzo della Gran Guardia, Verona, 1966.
- Galleria Traverso, Milano. 1969.
- Galleria San Fedele, Milano, 1969.
- Galleria Boni-Schubert, Lugano (Svizzera), 1970.
- Via della Scultura, Bologna, 1971.
- II Mostra Internazionale d’Arte, Basilea (Svizzera), 1971.
- Galleria Court, Copenhagen (Danimarca), 1972.
- Monumento ai caduti, Gorgonzola, 1973.
- Triennale di Milano, Milano, 1974.
- Atelier François Bouché, Marsiglia (Francia), 1975.
- Prato della Valle, Padova, 1975.
- Biennale d’Arte Contemporanea, S. Martino di Lupari, 1977.
- Banca Popolare di Milano, Milano, 1978.
- Internazionale Bronzetto, Padova, 1979.
- Galleria d'Arte di Ada Zunino, Milano, 1980.
- Museo di Castelvecchio di Verona, 1981.
- Chiostro del Museo Civico, Bassano del Grappa, 1982
- Galleria Spazio Temporaneo, Milano, 1990.
- "Riflessioni sulla scultura", Galleria Schubert, Milano, 2010.
- "Gli uomini sono stanchi", Omaggio a Luciano Chailly, Piccolo Teatro Grassi, Milano, 2015 (prima proiezione in formato digitale).
- "Gli uomini sono stanchi", Omaggio a Luciano Chailly, NoMus Museo '900, Milano, 2015.
- "Gli uomini sono stanchi", International Film Festival Human Rights - Diritti a Todi, Todi, 2015.
- "Gli uomini sono stanchi" e "Tre studi di scultura animata" (prima assoluta), Fantasmagorie I° ed. - piccola rassegna di cinema d'animazione, Lecco, 2017.
- "Gli uomini sono stanchi", MediCinema, Giornate internazionali del film religioso, Todi, 2020.
- "Giornata di studio dedicata dall'Archivio Storico delle Arti Contemporanee - ASAC al regista e scultore Toni Fabris", proiezione dei cortometraggi:- "Gli uomini sono stanchi" (1949, 10’), versione Restauro 4k a cura dell’Archivio Storico delle Arti Contemporanee de La Biennale di Venezia, eseguito al laboratorio di restauro cinematografico - L'Immagine Ritrovata di Bologna; - "Mitologia Animata: le sculture di Piazza della Signoria, Firenze" (1937, 3’8’’; prima assoluta); - "Tre studi di scultura animata" (1938; 10’55’’); - "Il forziere della natura" (1956, 9’29’’). Interventi di Roberto Cicutto - Presidente La Biennale di Venezia, Debora Rossi - Responsabile dell’Archivio Storico della Biennale di Venezia, Andrea Fagioli - Critico di «Avvenire» e direttore della rivista «Edav - Educazione audiovisiva», Nico Stringa - Docente di Storia dell’Arte Contemporanea, Cecilia Chailly - Musicista, compositrice e scrittrice, Maria Maddalena Novati - Musicologa e presidente di NoMus e consulente musicale Museo del Novecento di Milano, Dario Stefanoni - Ricercatore e critico cinematografico, Venezia, 2023.
- "Gli uomini sono stanchi", "Tre studi di scultura animata", "Mitologia Animata: le sculture di Piazza della Signoria, Firenze" e "Il forziere della natura", Fantasmagorie 7ª ed. - piccola rassegna di cinema d'animazione, a cura di Dario Stefanoni, Lecco, 2024.
- "Gli uomini sono stanchi", "Tre studi di scultura animata", "Mitologia Animata: le sculture di Piazza della Signoria, Firenze" e "Il forziere della natura", I Mille Occhi 23ª ed. - Festival internazionale del cinema e delle arti, Teatro Miela, Trieste, a cura di Dario Stefanoni 2024.
- A mano libera - Arte e cinema d'animazione in Italia (1957-1977), a cura di B. Di Marino, Roma, Museo di Roma in Trastevere, 12 giugno-12 ottobre, Catalogo edito da Dario Cimorelli Editore, 2025.

## Opere

"Espansione" era una scultura situata davanti alla sede dell'Italsider a Milano, successivamente spostata perché l'azienda si trasferì. È alta all'incirca 6 metri ed è di bronzo, fusione a cera persa; l'opuscolo fu stampato nel 1971 dal proprietario della galleria-libreria Cortina.

- 1937 Tre esperimenti di sculture animate, film 35 mm b/n – Trittico composto da: Gli amanti impossibili, Mutazioni e Apollo e Dafne.[4]
- 1949 Gli uomini sono stanchi, cortometraggio a colori.
- 1959 Superficie liberata, bronzo; Incontro, bronzo.
- 1960 Strutture verticali, bronzo; Espansione, cemento.
- 1961 Piccola scultura, bronzo; Strutture inflesse, bronzo; Vittoria A, bronzo; Ritmo K P, bronzo.
- 1962 Tensione verticale, bronzo; Rottura, bronzo; Strutture contenute, bronzo e marmo.
- 1963 Bozzetto X, bronzo; Apertura contrastata, bronzo; Gotico A, bronzo; Gotico B, bronzo.
- 1964 Sviluppo obliquo, legno di tiglio; Forma nascente, legno di cembro; Turbine, rame; Barocco, bronzo; Scultura ovale, bronzo; Immagine, bronzo; Contatti, bronzo.
- 1965 Metropoli, bronzo; Perla nera, bronzo; Alveolo, bronzo dorato; Doña Sol, bronzo; Contrasti, bronzo; Formazione I, bronzo; Volo, bronzo; Crescita A, bronzo; Notte X, bronzo.
- 1966 Formazione II, rame; Formazione III, bronzo; Crescita B, bronzo; Feticcio, bronzo.
- 1967 Crescita strutturale, bronzo; Piccola strutturazione, bronzo; Bozzetto R, bronzo; Piccola formazione, alluminio; Medioevo, bronzo; Grande formazione, cera;
- 1970 Scuola dell'affresco Vira, affresco;
- 1971 Espansione, bronzo.
- 1974 Trofei Alfa Romeo, bronzo.